# Refvens grund

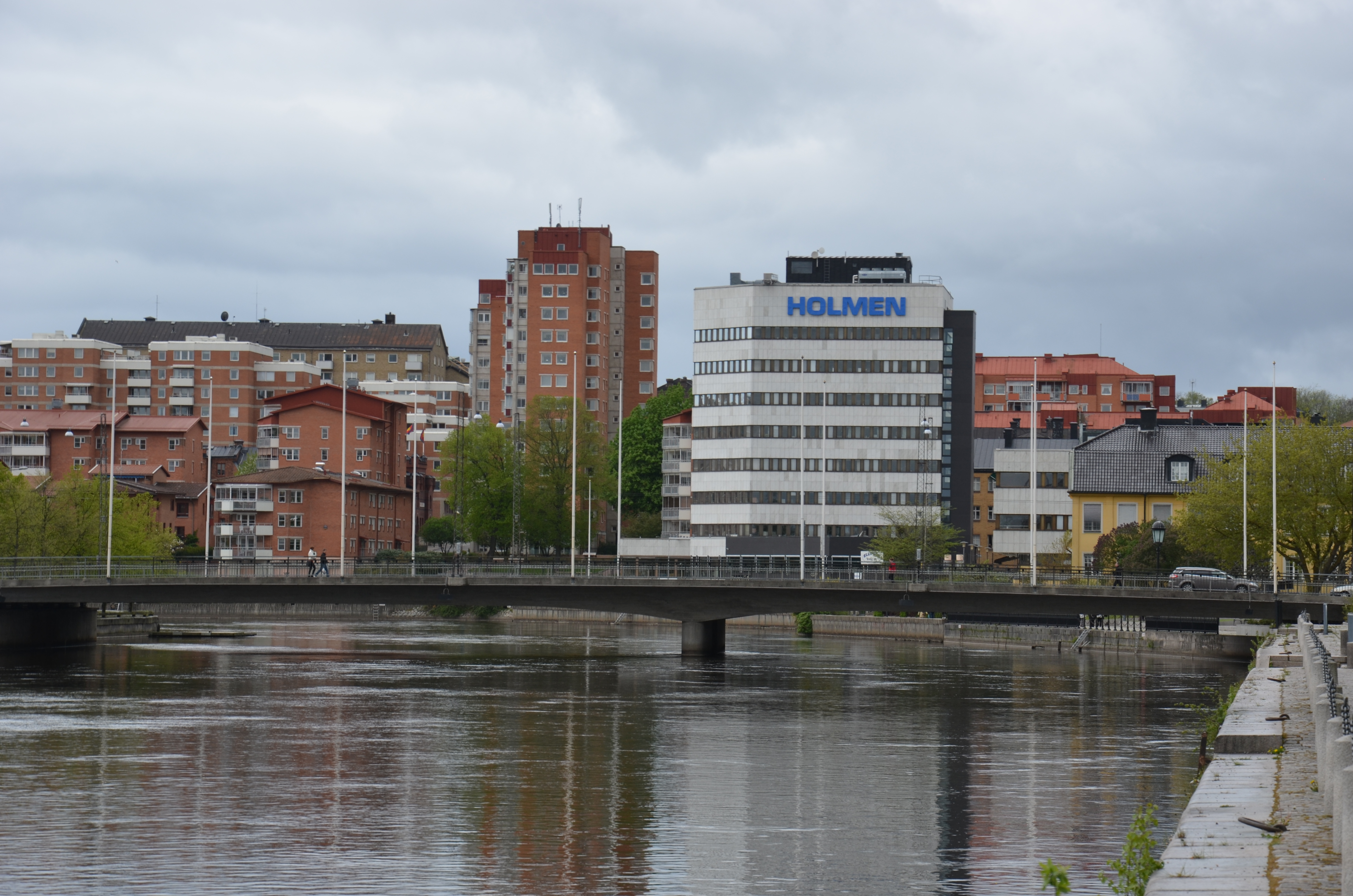
Saltängsbron och Refvens grund, från Saltängsgatan

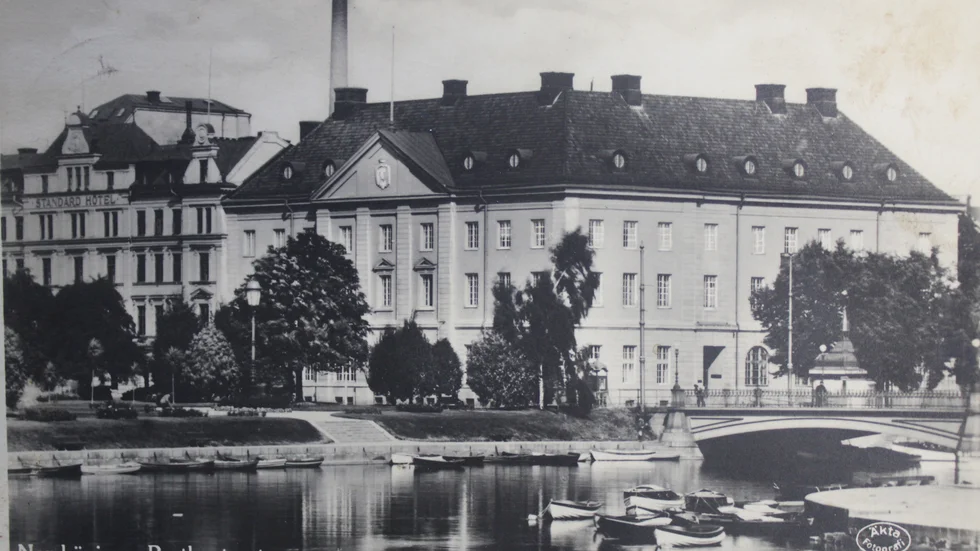
Riksbankens hus med Oscar Fredriks bros norra brofäste, med Refvens grund i förgrunden

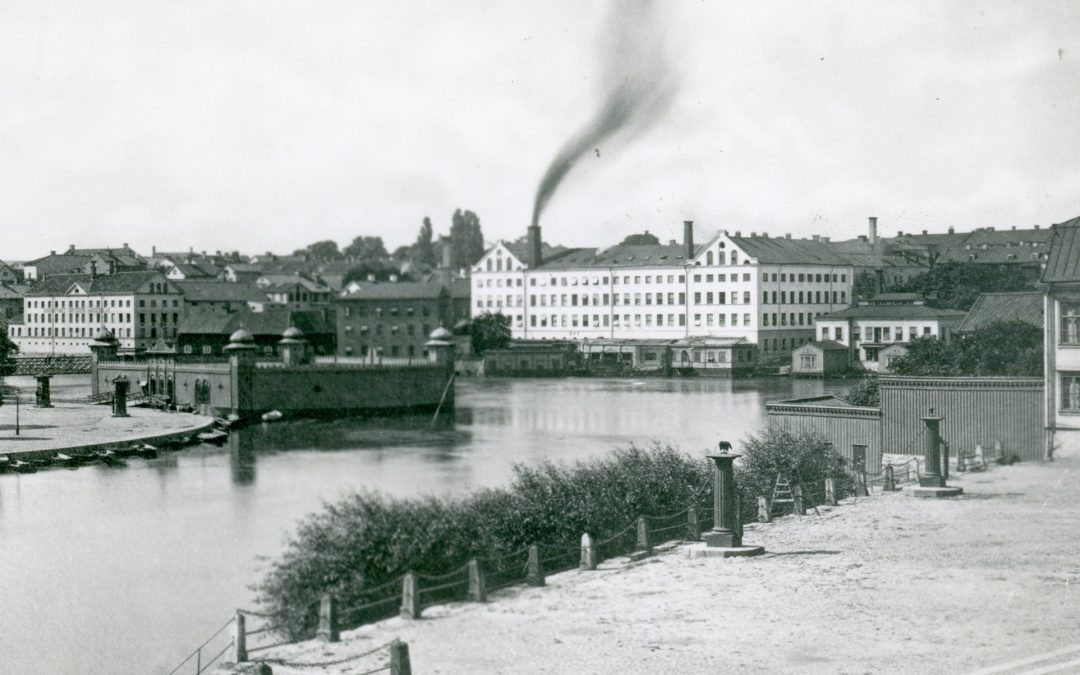
Kallbadhuset vid Refvens grund, 1882. På norra sidan av Motala ström ses Norrköpings Bomullsväfveri.

Refvens grund ligger vid en krök i Motala ström i Norrköpings innerstad. Det ligger mellan Strömparken och Saltängsbron. Det var tidigare förtöjningsplats för fritidsbåtar.
Det fanns på 1800-talet ett kallbadhus vid Refvens grund. Ett första kallbadhus hade byggts på 1840-talet, men hade förstörts av vårfloden 1867. Ett nytt kallbadhus ritades i morisk stil med kupoltorn av Gustaf Erik Zander och byggdes 1868 av det privata Strömbadbolaget. Det revs 1915.
Strax söder om Refvens grund ligger gångbron Spången och Strömparken.